# Lophiodes beroe
Lophiodes beroe är en fiskart som beskrevs av Caruso, 1981. Lophiodes beroe ingår i släktet Lophiodes och familjen marulksfiskar. Inga underarter finns listade i Catalogue of Life.